# Herbert Soper
Pour les articles homonymes, voir Soper.
Herbert Edward Soper (1865 – 1930) est un statisticien britannique, qui a travaillé avec Karl Pearson. Il a reçu la médaille Guy d'argent de la Royal Statistical Society en 1930. Sa notice nécrologique est parue dans le Journal of the Royal Statistical Society.

## Publications
- Frequency arrays, illustrating the use of logical symbols in the study of statistical and other distributions.
- Numerical evaluation of the incomplete B-function.